# Louise Anne de Bourbon
Louise Anne de Bourbon, Contesă de Charolais (n. 23 iunie 1695, Versailles, communauté d'agglomération Versailles Grand Parc⁠(d), Franța – d. 8 aprilie 1758, hôtel Rothelin-Charolais⁠(d), Paris, Regatul Franței) a fost fiica lui  Louis al III-lea de Bourbon, Prinț de Condé și a soției lui, Louise Françoise de Bourbon, fiica recunoscută a regelui Ludovic al XIV-lea al Franței și a metresei lui, Madame de Montespan. 

## Arbore genealogic
1. 1 2 3 4 5 6 7  Genealogics, accesat în 4 martie 2022
2. 1 2 3  WikiTree, accesat în 4 martie 2022
3. ↑  Autoritatea BnF, accesat în 4 martie 2022
4. ↑  Virtual International Authority File, accesat în 4 martie 2022
5. ↑  Rodovid, accesat în 4 martie 2022